# Inconsciente
Inconsciente (às vezes chamado também subconsciente), é um termo psicológico com dois significados distintos. Em um sentido amplo, mais genérico, é o conjunto dos processos mentais que se desenvolvem sem intervenção da consciência. O segundo significado, mais específico, provém da teoria psicanalítica e designa uma forma específica de como o inconsciente (em sentido amplo) funciona. 
No Ocidente, o conceito elaborado de inconsciente foi atribuído ao filósofo neoplatônico Plotino e, no início do século XIX, a diversos pensadores que articulavam conceitos modernos de individualidade e psicologia no romantismo, idealismo e a Naturphilosophie.
Enquanto a maior parte dos pesquisadores empíricos está de acordo em admitir a existência de processos mentais inconscientes (ou seja, do inconsciente em sentido amplo, na ciência atual chamado muitas vezes de inconsciente cognitivo), o modelo psicanalítico tem sido alvo de muitas críticas, sobretudo de pesquisadores da psicologia cognitiva. Para evitar a confusão entre os significados, alguns autores preferem usar o adjetivo "não consciente" no primeiro significado, reservando o adjetivo "inconsciente" para o significado psicanalítico.

## História
Influências sobre o pensamento que se originam fora da consciência de uma pessoa já eram expressas nas antigas ideias de tentação, inspiração divina e influência dos deuses no comportamento das pessoas. Ideias semelhantes já eram expressas também nos Vedas hindus (2 500-600 a.C.).

### No budismo
Os primeiros textos budistas, como o Cânon Pali, apresentam uma teoria sobre tendências mentais latentes (Anusaya, "viés latente", "predisposição", "disposição latente") que são pré-conscientes ou inconscientes Esses padrões são mais tarde denominados "vasanás" (impressão) pelos budistas iogachara posteriores e foram considerados como residindo em uma camada mental inconsciente. O termo "grilhões" também está associado às tendências latentes.
Um texto posterior do Teravada, o Abhidhammattha-sangaha (séculos XI e XII) diz: “As disposições latentes são impurezas que 'repousam junto' do processo mental ao qual pertencem, surgindo à tona como obsessões sempre que encontram condições adequadas” (Abhs 7.9). A escola Teravada também sustenta que existe um fluxo de consciência subconsciente chamado Bhavanga. Outro conjunto de fatores mentais inconscientes responsáveis por influenciar o comportamento de alguém inclui os asavas (em sânscrito, asrava, "afluxo"). Diz-se que esses fatores "intoxicam" e "confundem" a mente. O Buda ensinou que era preciso removê-los da mente através da prática, a fim de alcançar a libertação. Diz-se que os asavas surgem de diferentes fatores: sensualidade, agressão, crueldade, corpo e individualidade são alguns dos fatores dados. Ver Klesha e Desapego (filosofia).
A escola Iogachara do budismo Maaiana (começando do século III ao V EC) estendeu essas ideias ao que foi chamado de teoria budista da mente inconsciente. Este conceito foi denominado ālaya-vijñāna (a consciência fundamental) que armazena sementes cármicas (bija) e sofre renascimento. Essa teoria foi incorporada a uma teoria Iogachara mais ampla das Oito Consciências e também é sustentada no budismo tibetano. Ver Budismo e psicologia.

### No Ocidente
Platão, em diversas obras, falou sobre a realidade do irracional no ser humano. Em A República, ele descreve como os homens, no estado de sono, podem dar vazão a diversas coisas que, despertos, rechaçariam. Alguns autores, como Giovanni Reale, vêem essa passagem como uma antecipação da reflexão psicanalítica. Diversos filósofos antigos e medievais, ao se ocuparem da parte irracional do ser humano, reconheceram que há realidades encobertas, profundezas que às quais cada um não tem acesso livre. Desse modo, pode-se considerar que a filosofia falou, desde os primórdios, do inconsciente, ou ao menos apontou para a sua existência.
Historiadores como Hans Rudolf Schwyzer e E. R. Dodds reconheceram o neoplatônico Plotino como o primeiro escritor a afirmar e elaborar uma noção de inconsciente, associando-o ao Intelecto e à articulação sensorial da alma. Nas suas Enéadas, encontram-se diversas referências ao conceito, como: "Nem tudo o que está na alma é imediatamente perceptível", "estamos sempre intelectualmente ativos mas nem sempre apreendemos a nossa atividade" e "Por que então, quando temos tantas posses, não as apreendemos conscientemente, mas a maioria delas se encontra inativa, e alguns nunca se encontram sequer ativas?".
Paracelso é também tido como um dos primeiros a fazer menção a um aspecto inconsciente da cognição em seu trabalho "Sobre doenças" (1567). Sua metodologia clínica criou um sistema convincente que alguns consideram o início da moderna psicologia científica. William Shakespeare explorou o papel do inconsciente em muitas de suas peças, sem, no entanto, nomeá-lo como tal.
Alguns usos raros do termo "inconsciência" (em língua alemãː Unbewußtseyn) podem ser encontrados na obra do médico e filósofo alemão do século XVIII Ernst Platner.
Já o termo "inconsciente" (em língua alemãː Unbewusste) foi cunhado pelo filósofo idealista alemão do século XVd III Friedrich Schelling (em sua obra "Sistema de idealismo transcendental") e, posteriormente, foi introduzido na língua inglesa pelo poeta romântico e ensaísta Samuel Taylor Coleridge (em sua obra "Biografia literária"). O conceito filosófico e psicológico de inconsciente surgiu nesse contexto atrelado à tensão da individualidade moderna com as novas mudanças políticas e culturais; a uma filosofia do eu desenvolvimentista; e a uma intensa articulação entre romantismo, idealismo e a Naturphilosophie na investigação dos fenômenos do chamado "lado noturno da natureza". Em grande parte, desenvolveu-se também junto com e a partir de a prática do mesmerismo. Segundo o historiador Henri Ellenberger, "de 1784 a até cerca de 1880, o sonambulismo artificial foi o método principal de se ganhar acesso à mente inconsciente". Carl Jung, por exemplo, atribuiria a Mesmer os primórdios da noção de inconsciente, bem como ao psicólogo romântico Carus:
Embora vários filósofos, entre eles Leibniz, Kant e Schelling, já tivessem apontado muito claramente o problema do lado sombrio da psique, foi um médico que se sentiu impelido, de sua experiência científica e médica, a apontar para o inconsciente como a base essencial da psique. Este foi Carl Gustav Carus, a autoridade que Karl Robert Eduard von Hartmann seguiu.
Filósofos ocidentais como Arthur Schopenhauer, Baruch Espinoza, Gottfried Wilhelm Leibniz, Johann Gottlieb Fichte, Georg Wilhelm Friedrich Hegel, Eduard von Hartmann, Søren Kierkegaard e Friedrich Nietzsche já usavam o termo "inconsciente".
Em 1880, Edmond Colsenet apoiou, na Sorbonne, uma tese filosófica sobre o inconsciente. Elie Rabier e Alfred Jules Émile Fouillée realizaram sínteses do inconsciente "em um tempo em que Freud não estava interessado no conceito".
O psicólogo Jacques Van Rillaer aponta que "o inconsciente não foi descoberto por Freud. Em 1890, quando ainda não se ouvia falar de psicanálise, William James, em seu monumental tratado de psicologia ("Os princípios da psicologia"), examinou a maneira pela qual Schopenhauer, von Hartmann, Pierre Janet, Alfred Binet e outros usaram os termos "inconsciente" e "subconsciente".
O historiador da psicologia Mark Altschule observa que "é difícil - ou talvez impossível - encontrar um psicólogo ou psiquiatra do século XIX que não reconhecia que a atividade cerebral inconsciente era não apenas real mas também da maior importância".
Van Rilliaer poderia também haver mencionado que Eduard von Hartmann publicou um livro dedicado ao assunto, "Filosofia do inconsciente", em 1869 - antes de qualquer outra pessoa.
Os psicólogos alemães do século XIX Gustav Fechner e Wilhelm Wundt começaram a usar o termo "inconsciente" em sua psicologia experimental, no contexto de múltiplos e confusos dados dos sentidos que a mente organiza num nível inconsciente antes de revelá-los num todo convincente na forma consciente.
Sigmund Freud e seus seguidores desenvolveram um registro da mente inconsciente. Ele tem um importante papel na psicanálise. Segundo a leitura lacaniana de Freud, a pulsão é o conceito psicanalítico que mais se revela inseparável da questão sobre o que é o inconsciente.
De acordo com Sigmund Freud:
O inconsciente é certamente o verdadeiro intermediário entre o somático e o psíquico, talvez seja a ligação perdida tão procurada.
Segundo Carl Gustav Jung (1875-1961), psiquiatra suíço, há uma distinção crucial entre características conscientes e inconscientes da psique: consciência é o que conhecemos e inconsciência é tudo aquilo que ignoramos. "O inconsciente não se identifica simplesmente com o desconhecido; é antes o psíquico desconhecido, ou seja, tudo aquilo que presumivelmente não se distinguiria dos conteúdos psíquicos conhecidos, quando chegasse à consciência." Para Jung ainda, o ego forma o centro crítico da consciência e, de fato, determina em grande medida que conteúdos permanecem no domínio da consciência e quais se retiram, pouco a pouco, para o inconsciente. O inconsciente inclui todos os conteúdos psíquicos que se encontram fora da consciência, por qualquer razão ou qualquer duração.
De acordo com Jacques Lacan: 
O inconsciente é estruturado como uma linguagem.
Análises do inconsciente também já foram feitas em relação ao conceito de potência e ato de Aristóteles. Ver Potencialidade e atualidade#Na psicologia.

## Modelos do inconsciente

Modelo da psique proposto pela teoria de Freud

O inconsciente define um complexo psíquico (conjunto de fatos e processos psíquicos) de natureza praticamente insondável, misteriosa, obscura, de onde brotariam as paixões, o medo, a criatividade e a própria vida e morte.
Nos livros "Psicopatologia da vida cotidiana" e "A Interpretação dos sonhos", Sigmund Freud mostra que há um significado nos esquecimentos e outros atos falhos e nos sonhos, que não está em geral aparente de imediato. O fato de haver esse significado, mas ao mesmo tempo que ele não seja transparente ao indivíduo, sugere que o que consideramos nossa mente é como uma ponta de um aicebergue. A parte submersa seria, então, o inconsciente.
O conceito de inconsciente de Carl Gustav Jung se contrapõe ao conceito de inconsciente e pré-consciente de Freud. O pré-consciente seria o conjunto de processos psíquicos latentes, prontos a emergirem para se tornarem objetos da consciência. Assim, o pré-consciente poderia ser explicado pelos conteúdos que fossem aptos a se tornarem conscientes (determinismo psíquico). Já o inconsciente seria uma esfera ainda mais profunda e insondável. Haveria níveis inatingíveis no inconsciente.
O inconsciente não se confunde com o id. Este é uma parte do inconsciente, enquanto o ego e o superego possuem porções conscientes.
Jung separou o inconsciente pessoal do inconsciente coletivo. À camada mais profunda da psique humana deu o nome de inconsciente coletivo e concebeu o seu conteúdo como uma combinação de padrões e forças universalmente predominantes, chamadas "arquétipos" e "instintos". Em sua concepção, nada existe de individual ou único nos seres humanos nesse nível. Todos temos os mesmos arquétipos e instintos. O inconsciente é povoado por complexos. Foi esse o território que Jung explorou inicialmente em sua carreira como psiquiatra. Depois deu-lhe o nome de inconsciente pessoal. Todas as experiências comuns às mãos de pessoas que se encontram similarmente investidas de autoridade criam padrões psicológicos de base social, através de uma espécie de sutil programação do inconsciente pessoal. Os complexos materno e paterno continuam a dominar a cena no inconsciente pessoal. São os gigantes. Hoje, não existe consenso sobre se realmente existe um inconsciente coletivo, igual ou distribuído igualmente entre todas as culturas e povos. Mas os estudos de mitologia/religião comparada, de todos os povos e de todas as épocas da humanidade, dão fortes indícios e força a esse modelo. Cabe aqui citar um grande nome nessa área, Joseph Campbell, autor do livro The Power of Myth (O Poder do Mito). Seus estudos reforçam o modelo de inconsciente coletivo de Jung.

## Controvérsia
Existe uma polêmica sobre a existência ou não da mente inconsciente.
Franz Brentano rejeitou o conceito de inconsciente em seu livro de 1874 "Psicologia de um ponto de vista empírico", embora sua rejeição se baseie em suas definições de "consciência" e "inconsciência". Jean-Paul Sartre oferece uma crítica à teoria do inconsciente de Freud em seu livro O Ser e o Nada, baseado na afirmação de que a consciência é, essencialmente, autoconsciente. Sartre também argumenta que a teoria freudiana da repressão tem uma falha interna. O filósofo Thomas Baldwin argumenta que o argumento de Sartre se baseia numa má compreensão sobre Freud. Erich Fromm argumenta que "a expressão 'o inconsciente' é uma mistificação (embora possa ser usada por razões de conveniência, como sou culpado de estar fazendo nestas páginas). Não existe algo como 'o' inconsciente; existem, apenas, experiências das quais temos consciência, e outras das quais não temos consciência, ou seja, das quais somos inconscientes. Se eu odeio um homem porque o temo, e sou consciente do meu ódio mas não do meu medo, podemos dizer que meu ódio é consciente e meu medo é inconsciente; ainda assim, meu medo não reside nesse lugar misteriosoː 'o' inconsciente".
John Searle ofereceu uma crítica ao inconsciente freudiano. Ele argumenta que os casos freudianos de estados mentais rasos, conscientemente mantidos poderiam ser melhor caracterizados como "consciência reprimida", enquanto a ideia de estados mentais mais profundamente inconscientes é mais problemática. Ele argumenta que a própria noção de coleção de "pensamentos" que existe em uma região privilegiada da mente que nunca é acessível à mente consciente é incoerente. Isso não implica que não existam processos "não conscientes" que formam a base de muito da vida consciente. Ao invés disso, Searle, simplesmente, argumenta que postular a existência de algo que é como um "pensamento" em tudo exceto no fato de que ninguém pode ter consciência dele (de fato, não pode sequer "pensar" nele) é um conceito incoerente. Falar de "algo" como sendo um "pensamento" implica que ou ele está sendo pensado por um pensador, ou poderia ser pensado por um pensador. Processos que não são relacionados causalmente ao fenômeno chamado pensamento são mais apropriadamente chamados de processos não conscientes do cérebro.
Outros críticos do inconsciente freudiano são David Stannard, Richard Webster, Ethan Watters, Richard Ofshe e Eric Thomas Weber.
David Holmes examinou sessenta anos de pesquisa sobre o conceito freudiano de repressão, e concluiu que não existe evidência positiva para esse conceito. Devido à falta de evidência para muitas hipóteses freudianas, alguns pesquisadores propuseram a existência de mecanismos inconscientes que são muitos diferentes dos mecanismos freudianos. Esses pesquisadores falam de um "inconsciente cognitivo" (John Kihlstrom), um "inconsciente adaptativo" (Timothy Wilson), ou um "inconsciente idiota" (Loftus e Klinger), que executa processos automáticos mas não possui os complexos mecanismos de repressão e retorno simbólico do reprimido.
Na moderna psicologia cognitiva, muitos pesquisadores procuraram retirar, da noção de inconsciente, o seu passado freudiano, e termos alternativos como "implícito" e "automático" foram adotados. Essas tradições enfatizam o grau pelo qual os processos cognitivos acontecem fora do âmbito da atenção cognitiva, e mostram como as coisas das quais somos inconscientes, não obstante, influenciam outros processos cognitivos, assim como o comportamento. Tradições de pesquisa ativa sobre o inconsciente incluem memória implícita e aquisição não consciente de conhecimento.

## Psicologia cognitiva contemporânea

### Pesquisa
Enquanto, historicamente, a tradição de pesquisa psicanalítica foi a primeira a focar no fenômeno da atividade mental inconsciente, existe um extensivo corpo de pesquisa conclusiva e conhecimento em psicologia cognitiva contemporânea devotado à atividade mental que não é mediada pela atenção consciente.
A maior parte da pesquisa cognitiva sobre os processos inconscientes foi feita na tradição acadêmica dominante do paradigma do processamento da informação. Em oposição à tradição psicanalítica, guiada por conceitos relativamente especulativos (no sentido de ser dificilmente verificáveis empiricamente) como o complexo de Édipo e o complexo de Electra, a tradição cognitiva de pesquisa sobre os processos inconscientes baseia-se em relativamente poucas premissas teóricas e é empiricamente orientada (isto é, primordialmente orientada pelos dados). A pesquisa cognitiva revelou que, automaticamente, e claramente fora da atenção consciente, os indivíduos registram e adquirem mais informação do que eles podem experimentar através de seus pensamentos conscientes.

### Processamento inconsciente de informação sobre frequência
Por exemplo, uma extensa linha de pesquisa conduzida por Hasher e Zacks demonstrou que os indivíduos registram informação sobre a frequência de eventos automaticamente (isto é, fora da atenção consciente e sem o uso de recursos conscientes de processamento da informação). Mais ainda, as pessoas fazem isso de modo não intencional, "automaticamente", não importa as orientações que elas recebam. A habilidade de registrar inconscientemente e de modo relativamente acurado a frequência de eventos aparenta ter pouca ou nenhuma relação com a idade da pessoa, educação, inteligência ou personalidade. Consequentemente, pode representar um dos elementos fundamentais de construção da orientação humana no ambiente e possivelmente da aquisição de conhecimento processual e de experiência em geral.